# Mielikki
Mielikki ist die Göttin des Waldes und der Jagd in der finnischen Mythologie. Sie ist die Frau von Tapio, dem Gott des Waldes, und die Mutter von Nyyrikki und Tuulikki. Mielikki soll zum großen Teil dazu beigetragen haben, den Bären zu erschaffen. Sie hat auch heilende Fähigkeiten. Es gibt deutliche Analogien zum Diana-Mythos.
Im finnischen Nationalepos Kalevala hat Lemminkäinen zu Mielikki und ihrem Mann gebetet und ihnen Gold und Silber dargeboten. Dadurch konnte er später den Elch von Hiisi fangen. In einem späteren Teil der Kalevala sollte Mielikki Vieh schützen, das im Wald graste.